# Arnold Kisoka
Arnold Daso Kisoka, né le 4 septembre 2000, est un judoka de la République démocratique du Congo.

## Carrière
Arnold Daso Kisoka remporte la médaille d'or dans la catégorie des moins de 60 kg à l'Open de Yaoundé 2022. Il est médaillé de bronze dans la même catégorie aux Jeux de la Francophonie de 2023 à Kinshasa et médaillé d'argent à l'Open de Luanda 2024. Il est le premier porteur de la flamme olympique de l'histoire de la RDC, le 17 juillet 2024 lors de la 59e étape du passage de la Flamme à Villers-Cotterêts.